# 아슈하트 타기베르겐
아슈하트 타기베르게뉼리 타기베르겐(카자흐어: Асхат Тағыбергенұлы Тағыберген, 1990년 8월 9일 ~ )은 카자흐스탄 프리미어리그 클럽 오르다바시와 카자흐스탄 국가대표팀에서 미드필더로 활약하는 카자흐스탄의 프로 축구 선수이다.

## 구단 경력
타기베르겐은 2016년 2월에 아스타나와 계약했다.
2017년 6월 15일, 타기베르겐은 토볼과 임대된 후 아스타나로 돌아와 경기에 출전했다.
2018년 1월 9일, 카이사르는 타기베르겐과의 계약을 발표했다.

## 국가대표팀 경력
2014년 타기베르겐은 카자흐스탄 국가대표팀에 포함되었다.
2023년 3월 26일, 덴마크를 상대로 한 타기베르겐의 장거리 동점골은 UEFA 유로 2024 예선 2일차 경기의 골로 선정되었으며, 2023년 FIFA 푸슈카시상 후보에 올랐다.